# کوچه بلندن (کالیفرنیا)
کوچه بلندن (به انگلیسی: Belden Place) یک منطقهٔ مسکونی در ایالات متحده آمریکا است که در سان فرانسیسکو واقع شده‌است.